# Jill Thompson
Jill Thompson (20 de novembre de 1966) és una escriptora i dibuixant de còmics estatunidenca, guanyadora del Premi Eisner, que ha treballat per a teatre, cine i televisió. És coneguda pel seu treball a la sèrie The Sandman, de Neil Gaiman, la seva pròpia sèrie, Scary Godmother; també ha treballat a The Invisibles, Swamp Thing i Wonder Woman.
Està casada amb l'artista Brian Azzarello.